# Airuk (ö i Marshallöarna, Maloelap)
Airuk är en ö i Marshallöarna.   Den ligger i kommunen Maloelap, i den nordöstra delen av Marshallöarna, 160 km norr om huvudstaden Majuro. Arean är 0,94 kvadratkilometer.
Terrängen på Airuk är mycket platt. Öns högsta punkt är 14 meter över havet. Den sträcker sig 1,4 kilometer i nord-sydlig riktning, och 1,1 kilometer i öst-västlig riktning.